# Октябрьский (Белгородский район)
Октя́брьский — посёлок городского типа в Белгородском районе Белгородской области России.
Образует одноимённое муниципальное образование посёлок Октябрьский со статусом городского поселения как единственный населённый пункт в его составе.

## География
Расположен на берегах реки Лопань (бассейн Северского Донца), в 0,5 км к северо-западу от автомагистрали М2 Москва — Симферополь. Железнодорожная станция (Толоконное) в 30 км к юго-западу от Белгорода.

## История
Изначально назывался Воскресеновкой, была образована около 1747 года (согласно Ревизским сказкам Курской губернии). Жителями слободы Воскресеновской были украинцы. В 1935 году сахарный завод действовавщий в селе посетил нарком пищевой промышленности СССР А. И. Микоян, который добился выделения средств на строительство общеобразовательной школы и здания райисполкома. В знак благодарности Воскресеновка была переименована в Микояновку. Статус посёлка городского типа с 1938 года. В 1935—1963 годах был центром Микояновского (с 1958 — Октябрьского) района.
В 1958 году указом Президиума Верховного Совета РСФСР рабочий посёлок Микояновка переименован в рабочий посёлок Октябрьский.
С 1963 года посёлок в составе Белгородского района.
20 декабря 2004 года в соответствии с Законом Белгородской области № 159 на территории посёлка образовано муниципальное образование со статусом городского поселения «Посёлок Октябрьский».

## Население
| 1959  | 1970  | 1979  | 1989  | 2002  | 2009  | 2010  | 2012  | 2013  |
| ----- | ----- | ----- | ----- | ----- | ----- | ----- | ----- | ----- |
| 5691  | ↗6249 | ↗6378 | ↗6421 | ↗6892 | ↗7215 | ↗7456 | ↘7317 | ↘7193 |
| 2014  | 2015  | 2016  | 2017  | 2018  | 2019  | 2020  | 2021  |       |
| ↘7059 | ↘6964 | ↘6905 | ↘6893 | ↘6817 | ↘6814 | ↘6682 | ↗8785 |       |

## Экономика
Работают сахарный завод, мукомольный комбинат, хлебокомбинат, кондитерская фабрика. Имеются отделение Сбербанка России, почтовое отделение, офис "Билайн"а, Торговый центр « 7я», салоны связи.[значимость факта?]
Сфера услуг представлена баней, двумя рынками, домом быта, пятью парикмахерскими, тремя кафе, двумя супермаркетами и др.м
С середины февраля 2012 года начал функционировать завод по производству стеклотары номиналом от 200 грамм до 5 литров с ежемесячным выпуском 5 млн единиц продукции.
В 2013 году стекольный завод прекратил свою работу.[значимость факта?]

## Образование и культура
Функционируют футбольный стадион, стрелковый тир, два дома культуры, две библиотеки, средняя школа, учебный комбинат, один детский сад, две церкви, один парк.[значимость факта?]

## Достопримечательности
Аллея воинской славы.[значимость факта?]

## Транспорт
остановку "Станция Толоконное" называют автовокзалом в посёлке городского типа Октябрьский, так как с него осуществляются направление на такие посёлки:
Красный Октябрь, Наумовка, Петровка, Журавлёвка, Нечаевка, Вергилевка.
И имеет такие маршруты так и на город и на выше упомянутые посёлки:
108: г.Белгород(Завод Энергомаш) - с.Октябрьский - с.Вергилёвка
109: г.Белгород(Завод Энергомаш) - с.Октябрьский - с.Чайки
109а: г.Белгород(Завод Энергомаш) - с.Октябрьский - с.Наумовка
109к: г.Белгород(Завод Энергомаш) - с.Октябрьский - с.Красный Октябрь
109н: г.Белгород(Завод Энергомаш) - с.Октябрьский - с.Журавлёвка
109с: г.Белгород(Завод Энергомаш) - с.Октябрьский - с.Петровка
109у: г.Белгород(Завод Энергомаш) - с.Октябрьский
110: г.Белгород(Завод Энергомаш) - с.Октябрьский - с.Нечаевка